# Shred Optics
Shred Optics è un produttore di occhiali da sole, caschi e occhiali progettati per lo sci, la mountain bike, lo snowboard e altre forme di attività ricreative all'aperto. La società ha sede a Park City e Venezia.

## Storia
Poco dopo aver vinto la sua prima medaglia d'oro olimpica nello sci alpino, Ted Ligety ha collaborato con Carlo Salmini, ingegnere dei materiali, laureato presso la MIT Sloan School of Management e appassionato sciatore, per creare Shred nell'autunno del 2006. Solo pochi mesi prima, il duo ha anche creato Slytech, che produce dispositivi di protezione per lo sci, lo snowboard e la mountain bike.

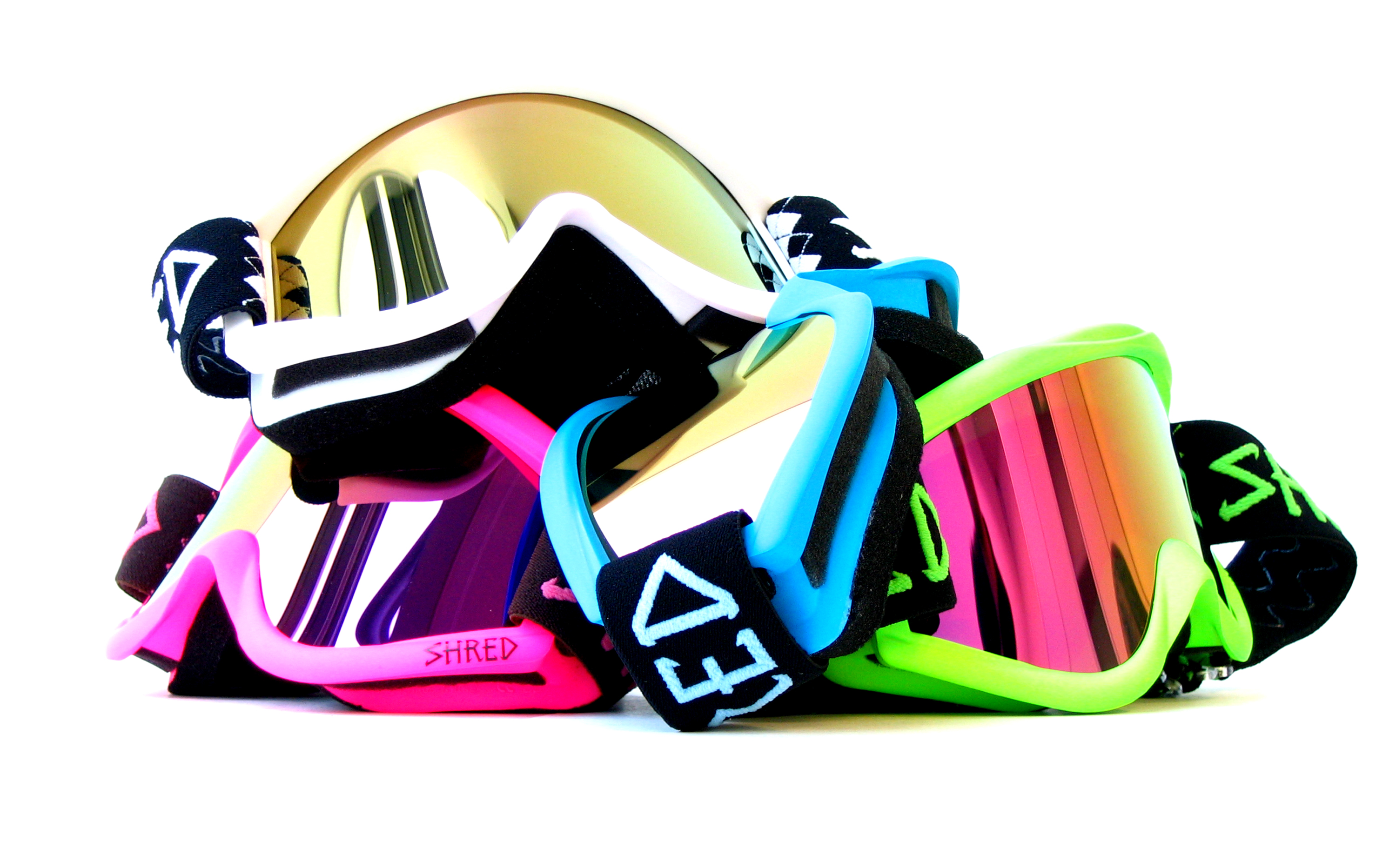
La collezione inaugurale di occhiali Shred

Shred ha fatto il suo debutto con una collezione di quattro occhiali da sci e presto è arrivato anche a offrire caschi e occhiali da sole. Fin dalla sua istituzione, il marchio ha posto l'accento sulla cultura freeride, soddisfacendo le esigenze di sciatori, snowboarder e appassionati di mountain bike. Ha sponsorizzato numerosi atleti, tra cui gli snowboarder Romain De Marchi, Wolle Nyvelt, Tadashi Fuse, Kevin Backstrom, Victor de Le Rue, Brandon Cocard, Shin Biyajima e Antti Autti, nonché i ciclisti di mountain bike Kelly McGarry, KC Deane, Reece Wallace e Ryan Nyquist . La compagnia ha inoltre sponsorizzato le sciatrici Lara Gut, Carlo Janka, Resi Stiegler, Alexis Pinturault,  e Tom Wallisch.

## Innovazione tecnica

### Sistema di energia rotazionale

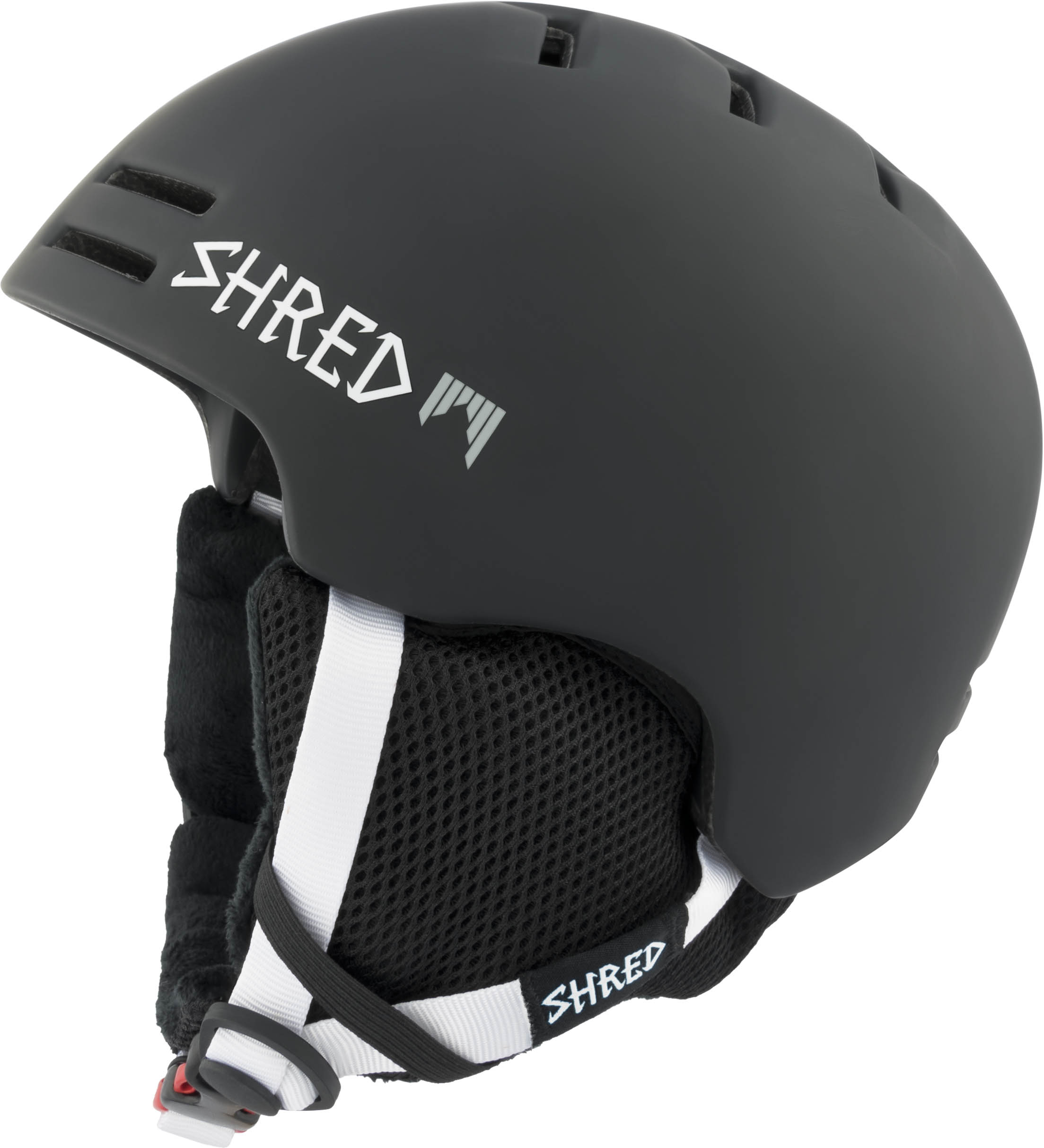
Shred incorpora il suo sistema di energia rotazionale nei suoi caschi da neve e da bici

Nel 2015, Shred ha introdotto uno dei primi sistemi di elmetti progettati non solo per affrontare le forze lineari dell'energia di impatto, ma anche le sue forze di rotazione. Storicamente, i caschi hanno solo mitigato gli effetti delle forze lineari, rendendo gli sciatori, i ciclisti e gli snowboarder più sensibili agli infortuni. Il brevetto di Shred in attesa di Rotational Energy System (RES) imita il naturale comportamento di ammortizzazione del fluido tra il cranio e il cervello. RES reindirizza le forze di rotazione consentendo una piccola quantità di movimento relativo tra il casco e la testa durante gli impatti da qualsiasi direzione. Ciò riduce l'energia di rotazione trasferita alla testa.  Fin dalla sua istituzione, RES è stato notevole per la sua capacità di offrire protezione dall'energia di rotazione in tutte le direzioni. A differenza di altri sistemi, non ha direzioni preferenziali che compromettono la protezione offerta dal casco. Ha anche un impatto minimo sul peso e sulle dimensioni del casco.

### Lente che aumenta il contrasto
Nel 2016, Shred ha introdotto la sua tecnologia CBL (Contrast Boosting Lens) per migliorare la chiarezza e il contrasto. Nelle maschere da sci e negli occhiali da sole, queste lenti utilizzano una varietà di colori che sono adattati alle condizioni di luce prevalenti e alle attività per le quali essi sono progettati.

### ShredWide

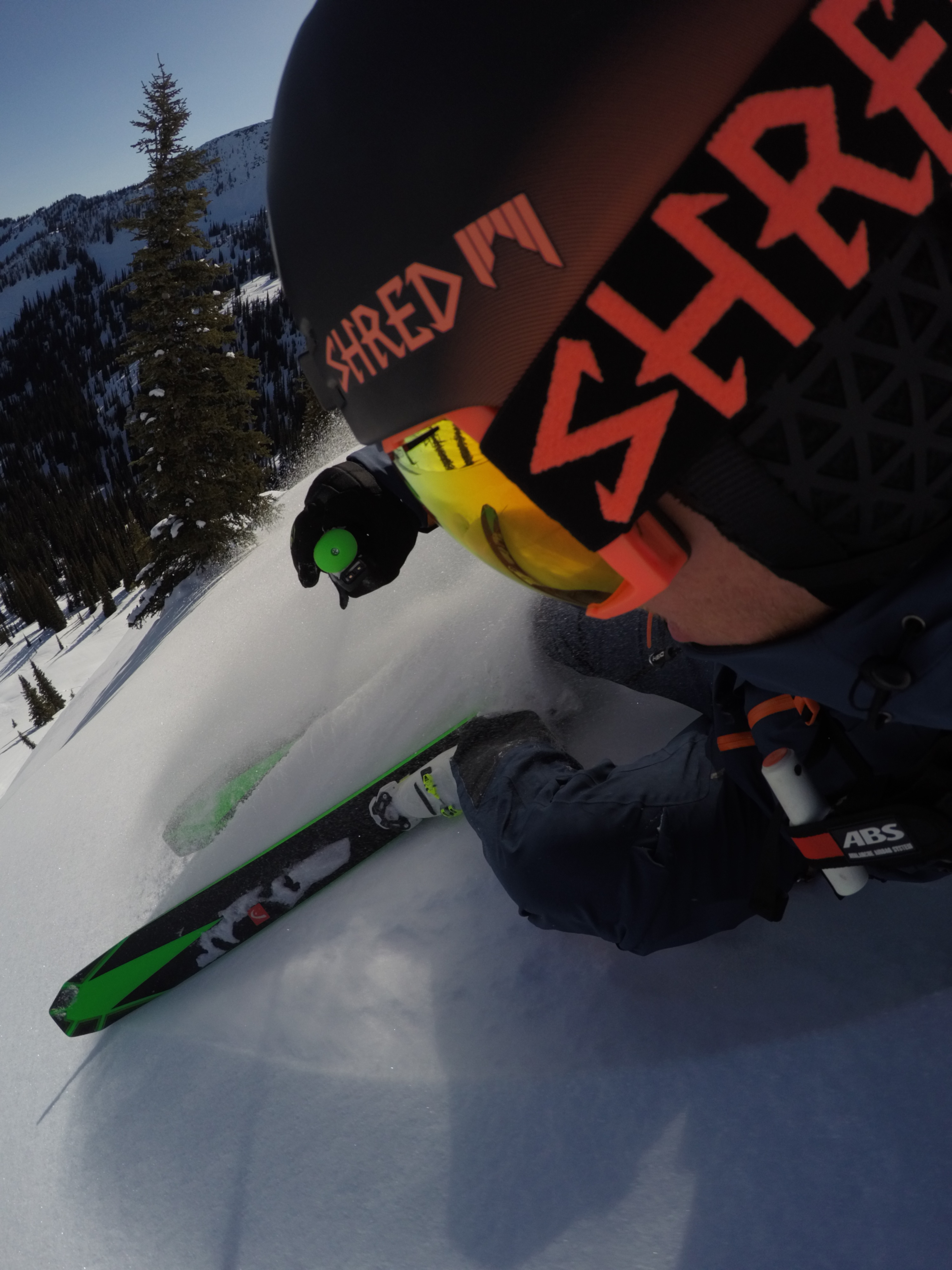
Cofondatore Shred, Ted Ligety

ShredWide è un principio di progettazione di lenti e montature per occhiali che riduce le restrizioni del campo visivo nei prodotti progettati per sciatori, motociclisti e snowboarder. Offrendo un campo visivo più ampio, questo design mira a migliorare la sicurezza e le prestazioni. Shred ha enfatizzato questo più ampio campo visivo a partire dalla sua collezione iniziale di occhiali.

### Nessuna Distorsione
La tecnologia NoDistortion brevettata da Shred utilizza una valvola semipermeabile per equalizzare la pressione tra la camera a doppia lente di una maschera e le attuali condizioni atmosferiche. Ciò elimina la distorsione ottica impedendo all'umidità di entrare nella camera delle lenti degli occhiali. Shred ha introdotto la sua tecnologia NoDistortion nel 2011.

### Slytech NoShock
La tecnologia Slytech NoShock crea una maggiore efficienza nell'assorbimento degli urti accoppiando due schiume protettive con proprietà meccaniche diverse. Una schiuma con una struttura a cono a nido d'ape è integrata in una matrice adiacente formata da una schiuma più rigida e spessa. La schiuma più rigida e spessa si comprime quando viene sottoposta a energia d'urto. L'altra schiuma più morbida accoglie questa compressione nella direzione trasversale, assorbendo così l'urto in questa direzione. Consentendo all'energia d'urto di essere assorbita in più direzioni, i caschi che incorporano la tecnologia NoShock possono ridurre l'energia trasferita attraverso il casco alla testa a causa degli impatti.
Shred utilizza diverse schiume nella sua tecnologia NoShock, selezionando i materiali e il loro abbinamento in base alle esigenze e agli usi specifici di ciascun prodotto. Shred utilizza la tecnologia NoShock nei suoi caschi da sci, snowboard e ciclismo mentre Slytech ne utilizza una versione leggermente modificata nei paraschiena, gilet protettivi, gomitiere, ginocchiere e altri dispositivi di protezione. Il marchio ha sviluppato il concetto NoShock nel 2013 e ha richiesto un brevetto per quello stesso anno.

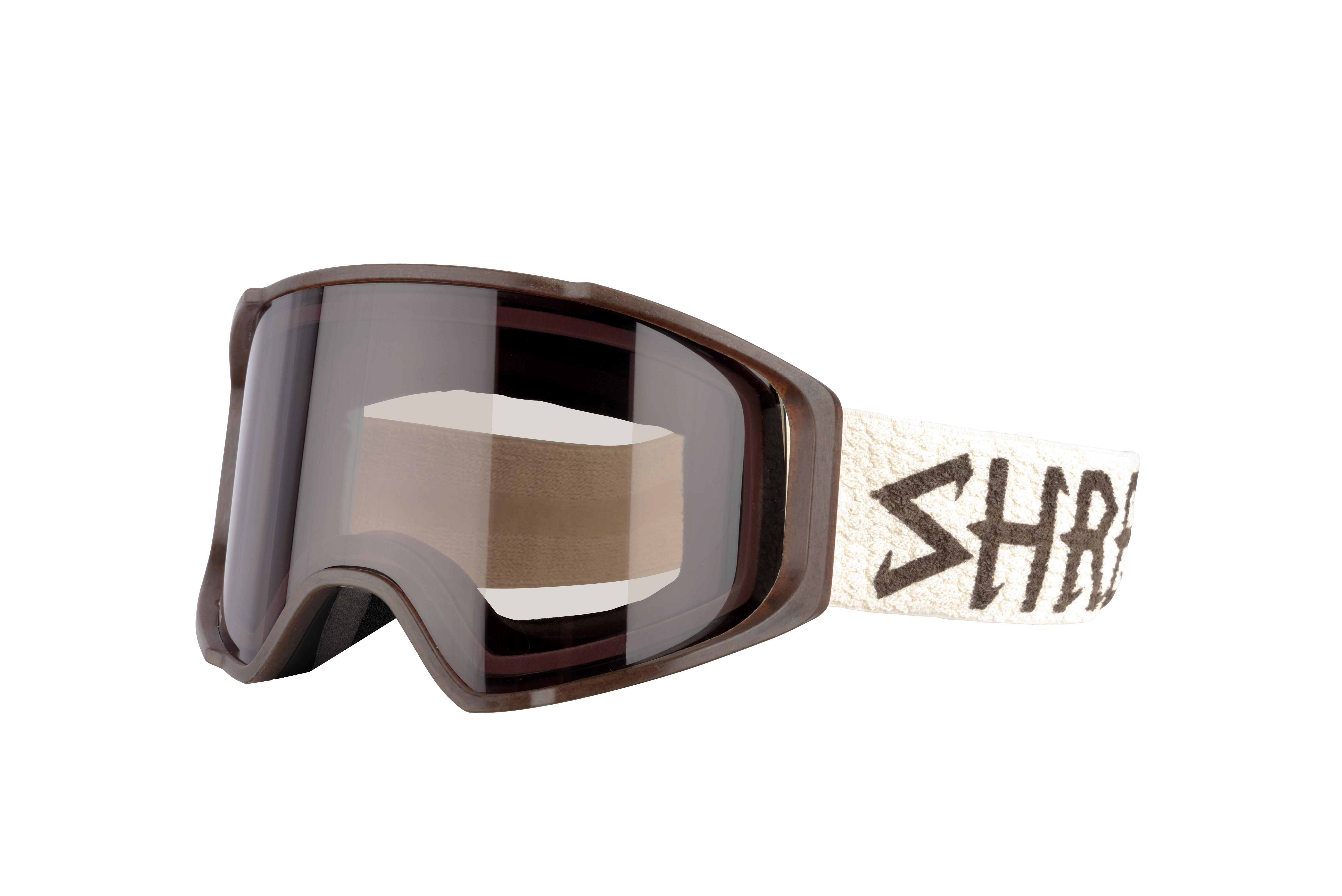
La maschera Shred Simplify Natural utilizza materiali di recupero, riciclati e organici, incluso il contenuto riciclato dal processo di fabbricazione dello snowboard.

## Filantropia
Nel 2017, Shred ha collaborato con Protect Our Winters, un gruppo di sostenitori del clima che si concentra sulla comunità degli sport invernali. Shred dona una parte del suo ricavato agli sforzi di POW per combattere i cambiamenti climatici ed educare il pubblico sui suoi effetti. Shred ha anche collaborato con POW per sviluppare una maschera che utilizza rifiuti riciclati dal processo di fabbricazione dello snowboard.